# Carrie Lucas
Carrie Lucas,  (Carmel-by-the-Sea, 1º ottobre 1945), è una cantante statunitense, nota per il brano I Gotta Keep Dancin'  del 1977.

## Discografia

### Studio album
| Anno                                                              | Album                     | Piazzamento in classifica | Piazzamento in classifica | Etichetta          |
| Anno                                                              | Album                     | US                        | US R&B                    | Etichetta          |
| ----------------------------------------------------------------- | ------------------------- | ------------------------- | ------------------------- | ------------------ |
| 1977                                                              | Simply Carrie             | 183                       | —                         | Soul Train Records |
| 1978                                                              | Street Corner Symphony    | —                         | —                         | SOLAR Records      |
| 1979                                                              | Carrie Lucas in Danceland | 119                       | 37                        | SOLAR Records      |
| 1980                                                              | Portrait of Carrie        | 185                       | 57                        | SOLAR Records      |
| 1982                                                              | Still in Love             | 80                        | 13                        | SOLAR Records      |
| 1984                                                              | Horsin' Around            | —                         | 40                        | Constellation      |
| "—" indica non classificato o non distribuito in quel territorio. |                           |                           |                           |                    |

### Brani
| Anno                                                              | Canzone                                     | Piazzamento in classifica | Piazzamento in classifica | Piazzamento in classifica | Piazzamento in classifica |
| Anno                                                              | Canzone                                     | US                        | US R&B                    | US Dance                  | UK                        |
| ----------------------------------------------------------------- | ------------------------------------------- | ------------------------- | ------------------------- | ------------------------- | ------------------------- |
| 1977                                                              | I Gotta Keep Dancin'                        | 64                        | 44                        | 2                         | —                         |
| 1979                                                              | Dance with You                              | 70                        | 27                        | 6                         | 40                        |
| 1980                                                              | I Gotta Keep Dancin' (Keep Smiling)         | —                         | —                         | 10                        | —                         |
| 1980                                                              | It's Not What You Got (It's How You Use It) | —                         | 74                        | —                         | —                         |
| 1981                                                              | Career Girl                                 | —                         | 55                        | —                         | —                         |
| 1982                                                              | Show Me Where You're Coming From            | —                         | 23                        | —                         | —                         |
| 1984                                                              | Summer in the Street                        | —                         | 84                        | —                         | —                         |
| 1985                                                              | Hello Stranger                              | —                         | 20                        | —                         | —                         |
| "—" indica non classificato o non distribuito in quel territorio. |                                             |                           |                           |                           |                           |